# Felipe Guerra
Felipe Guerra là một đô thị thuộc bang Rio Grande do Norte, Brasil. Đô thị này có diện tích 268,427 km², dân số năm 2007 là 5159 người, mật độ 19,2 người/km².